# Mariscala
Mariscala – miasto w Urugwaju, w departamencie Lavalleja.